# 姉崎火力発電所
姉崎火力発電所（あねがさきかりょくはつでんしょ）は千葉県市原市姉崎海岸3にあるJERAグループの天然ガス火力発電所。

## 概要
東京電力の発電所として1967年12月に1号機が運転を開始、6号機までが建設された。1号機は、日本で初めて主蒸気温度、主蒸気圧力を超臨界圧まで高めたボイラー、蒸気タービンを採用した。
当初、1〜4号機は石油専焼であったが、後にLNG・石油混焼を経てLNG専焼（3、4号機はLPG併用）となった。主な燃料であるLNGは、袖ケ浦火力発電所や富津火力発電所に併設されたLNG基地からパイプラインにより供給を受けている。
1号機の運転開始から約50年が経過したため、リプレース計画が発表された。2016年10月現在、建設に向けた環境アセスメントの手続きが行われている（後述）。2017年11月、リプレース事業とリプレース後の運転・保守を担う会社として、JERAの出資により、JERAパワー姉崎合同会社が設立された。
2016年4月に東京電力から子会社の東京電力フュエル&パワーに移管され、2019年4月にはさらにJERAに移管された。
2021年4月から5号機と6号機が休止したが、同年冬の電力需給がひっ迫すると予想されたため、5号機のみ2022年1月4日から2月末まで間、再稼働することとなった。この準備を進めていた2021年10月には蒸気配管が破断するなどの不具合が発生し、修理が行われた。
電力需給のひっ迫は2022年の夏シーズンにも見込まれたため、同年7月以降に5号機の再稼働が決定していた。しかし6月下旬、気温が高い日が続いたことから電力供給がひっ迫。予定より前倒しされ、6月29日からの再稼働が決定したが、設備の補修作業に時間がかかっているとして6月30日に変更すると発表した。

## 発電設備
- 総出力：315万kW（2023年8月1日現在）[8]
- 敷地面積：約93万m2
- 発電方式：汽力発電方式

5号機（2021年4月より長期計画停止中2022年10月24日再稼働）
定格出力：60万kW
使用燃料：LNG、LPG
蒸気条件：超臨界圧（SC）
熱効率：43.0%（低位発熱量基準）
営業運転開始：1977年4月
6号機（2021年4月より長期計画停止中2023年1月4日再稼働）
定格出力：60万kW
蒸気条件：超臨界圧（SC）
使用燃料：LNG、LPG
熱効率：43.0%（低位発熱量基準）
営業運転開始：1979年10月
新1号機
発電方式：1,650℃級コンバインドサイクル発電(More Advanced Combined Cycle II)方式
定格出力：約65万kW
　　ガスタービン × 1軸
　　蒸気タービン × 1軸
使用燃料：LNG
熱効率：約63%（低位発熱量基準）
営業運転開始：2023年2月
新2号機
発電方式：1,650℃級コンバインドサイクル発電(MACCII)方式
定格出力：約65万kW
　　ガスタービン × 1軸
　　蒸気タービン × 1軸
使用燃料：LNG
熱効率：約63%（低位発熱量基準）
営業運転開始：2023年4月
新3号機
発電方式：1,650℃級コンバインドサイクル発電(MACCII)方式
定格出力：約65万kW
　　ガスタービン × 1軸
　　蒸気タービン × 1軸
使用燃料：LNG
熱効率：約63%（低位発熱量基準）
営業運転開始：2023年8月

## 廃止された発電設備
1号機
定格出力：60万kW
使用燃料：LNG
蒸気条件：超臨界圧（Super Critical）
熱効率：42.7%（低位発熱量基準）
営業運転開始：1967年12月
廃止：2021年12月
2号機
定格出力：60万kW
使用燃料：LNG
蒸気条件：超臨界圧（SC）
熱効率：42.7%（低位発熱量基準）
営業運転開始：1969年11月
廃止：2021年12月
3号機
定格出力：60万kW
使用燃料：LNG、LPG
蒸気条件：超臨界圧（SC）
熱効率：42.7%（低位発熱量基準）
営業運転開始：1971年6月
廃止：2021年12月
4号機
定格出力：60万kW
使用燃料：LNG、LPG
蒸気条件：超臨界圧（SC）
熱効率：42.7%（低位発熱量基準）
営業運転開始：1972年9月
廃止：2021年12月

### 緊急設置電源
2011年3月11日の東北地方太平洋沖地震と津波により複数の発電施設が被災し、電力供給力が大幅に低下したため、緊急設置電源が新設された。
電力需給が逼迫した際に稼働していたが、被災火力発電所の復旧等により長期計画停止となり、2015年3月に廃止された。
1号ディーゼル〜4号ディーゼル（緊急設置電源）（廃止）
発電方式：ディーゼル発電方式（内燃力発電）
定格出力：1,400kW × 4台　（韓国・現代重工業から無償提供）
使用燃料：軽油
熱効率：43.5%（低位発熱量基準）
営業運転期間：2011年4月27日 - 2015年3月（2014年4月1日より長期計画停止）

## 6号機ボイラー破損事故
1996年6月18日、6号機はボイラー破損事故を起こし停止、1999年2月に運転を再開した。

## アクセス
- タクシー
  - 姉ケ崎駅より約15分